# Деловой стиль

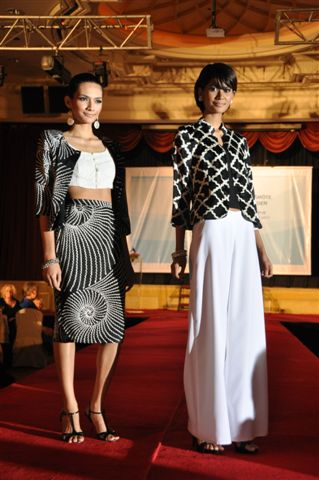
Современный женский деловой стиль — жакет, кроп-топ, юбка и босоножки

Деловой стиль — один из стилей одежды, предназначенный для деловой сферы жизни общества и характеризующийся строгостью, сдержанностью и консерватизмом в выборе ткани, цвета, покроя и аксессуаров. Близок к консервативному стилю (например, стиль английской королевы). Подчиняется как негласным правилам делового сообщества, так и формализованным — например дресс-код в больших корпорациях. 
Очень скупо подчиняется влияниям моды, поэтому в XX веке менялся очень медленно, особенно мужской стиль. Однако с конца XX века женский деловой стиль стал менее консервативным и подчёркивает достоинства фигуры, аккуратность и женственность, позволяя сохранить при этом деловой характер. Сексуальность становится одним из способов достижения успешной карьеры и проникает в деловые костюмы.
Внутри делового стиля выделяют следующие микро-стили:
- строго деловой стиль
- повседневный деловой стиль (допустим коричневый цвет)
- условно-деловой стиль (стиль пятницы: джинсы и пиджак)

## Варианты женского делового стиля

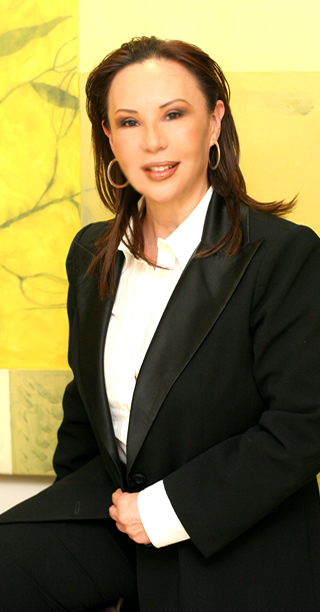
Женский деловой стиль
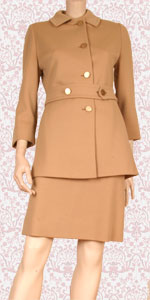

## Варианты мужского делового стиля

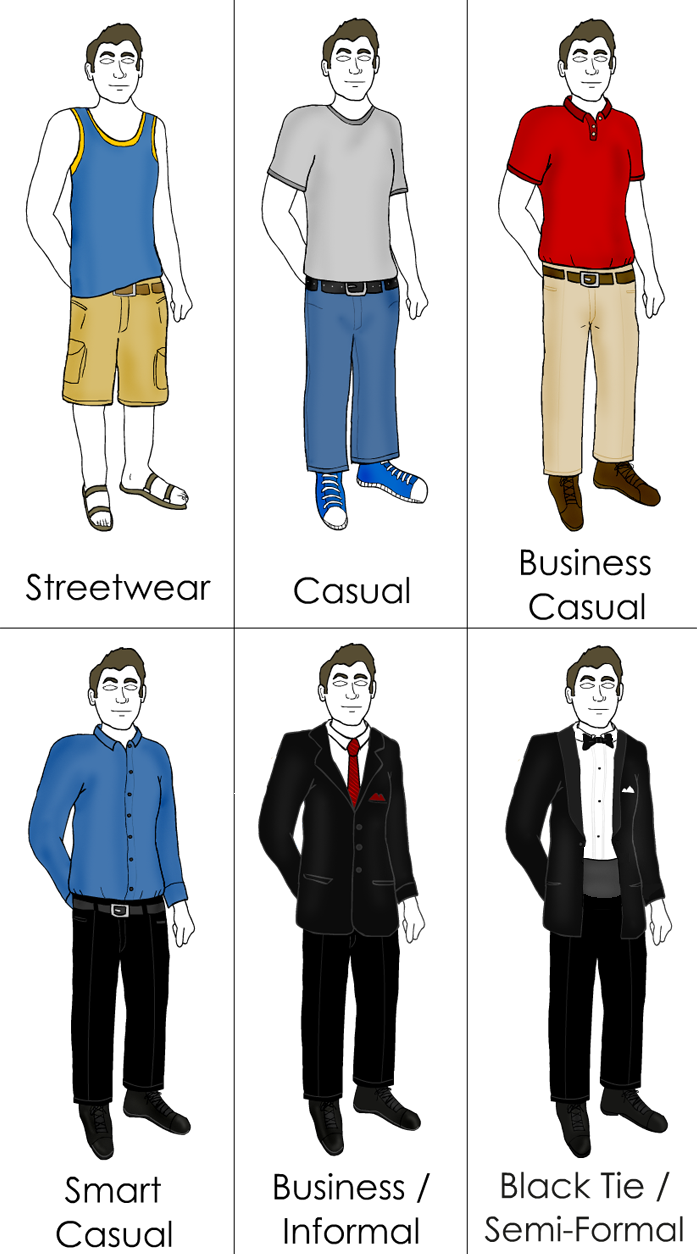
Деловой повседневный стиль — вверху справа. Деловой неформальный стиль — внизу в центре
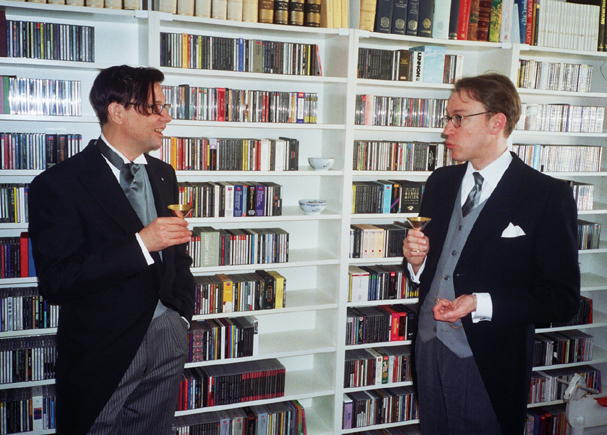
Мужской деловой стиль
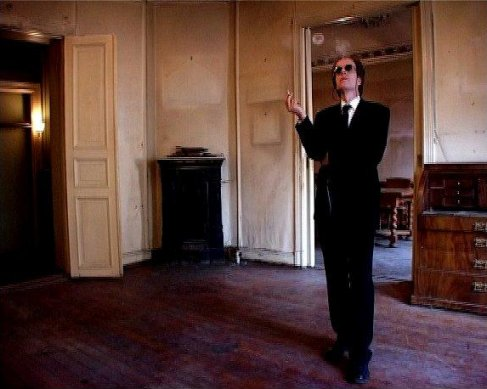
Чёрный деловой костюм
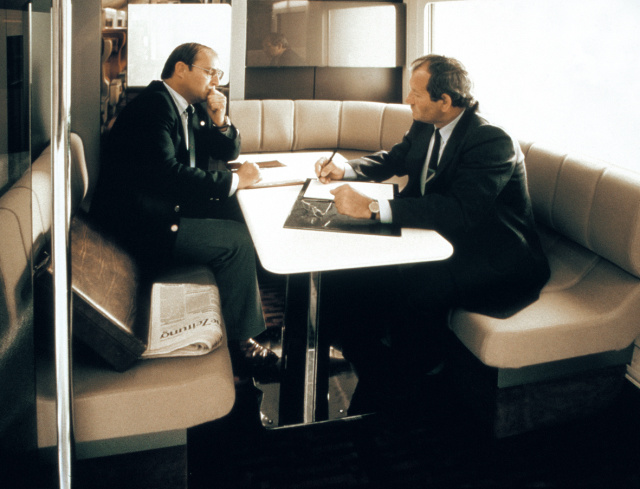
Мужской деловой стиль
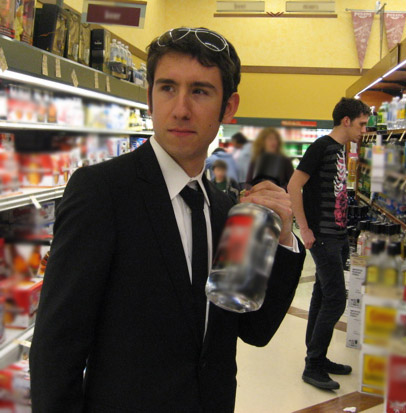
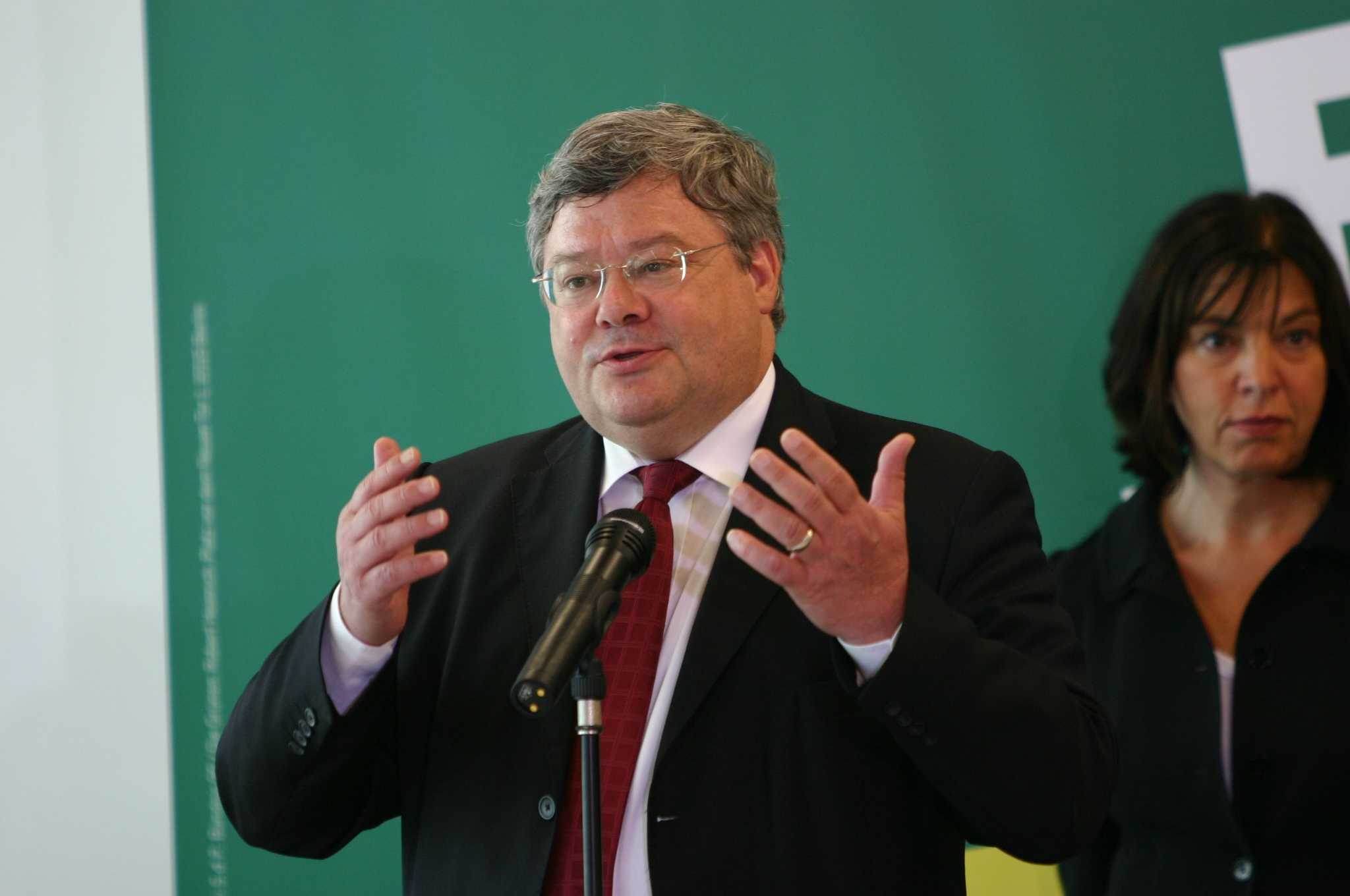
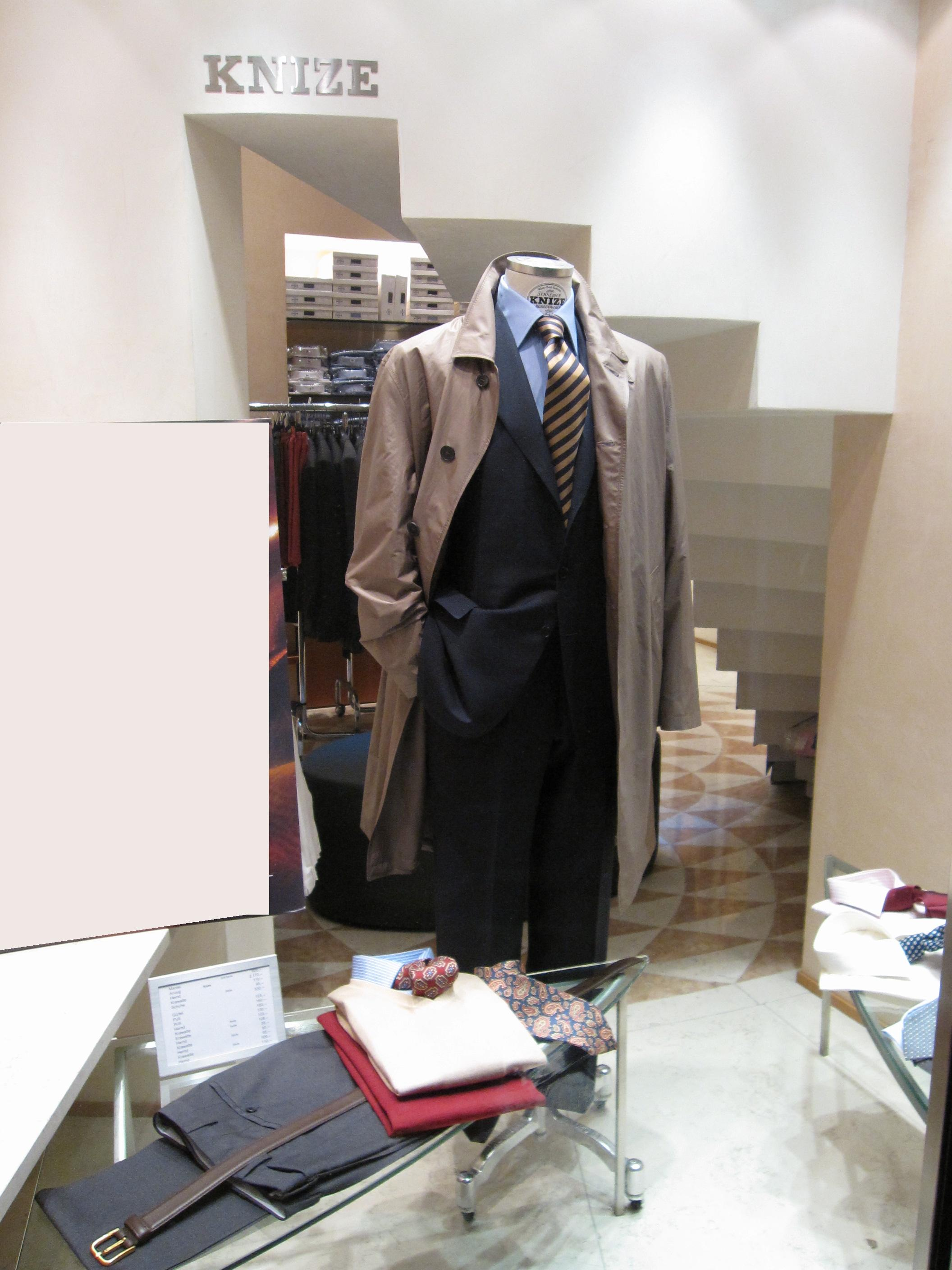
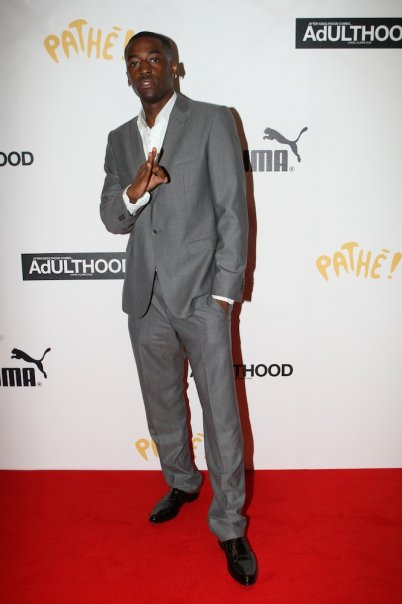